# استو کام کوای
استو کام کوای (به انگلیسی: Stow cum Quy) یک روستا و محله مدنی در بریتانیا است که در کمبریج‌شر جنوبی واقع شده‌است. استو کام کوای ۴۲۶ نفر جمعیت دارد.